# Jonathan Daviss

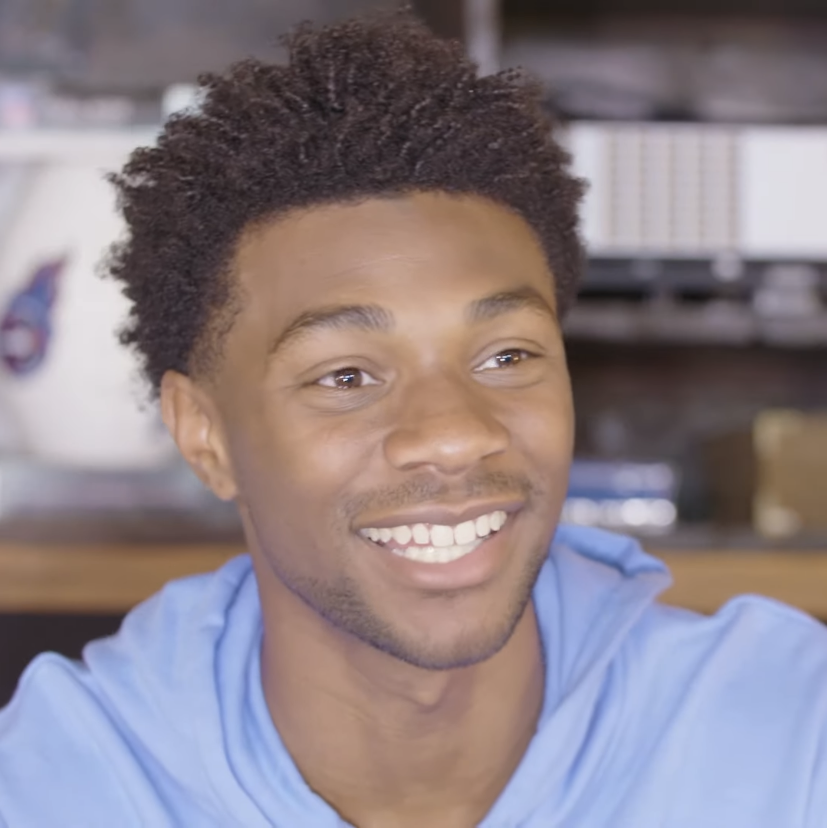
Jonathan Daviss, 2021

Jonathan Daviss (* 28. Februar 1999 in Conroe, Texas) ist ein haitianisch-US-amerikanischer Schauspieler.

## Leben
Daviss wuchs als zweites von vier Geschwistern in Conroe auf. Er besuchte die Conroe Tigers High School. Anschließend besuchte er das Santa Monica College. Neben seinem Interesse für Sport, vor allem Basketball, wollte er schon früh professioneller Schauspieler werden. Mit seiner Rolle des Pope in der Streaming-Serie Outer Banks hatte er seinen Durchbruch.

## Wirken
Daviss wurde 2020 durch seine Hauptrolle als Pope Heyward in der Netflix-Serie Outer Banks bekannt. 2018 spielte er im Drama Age of Summer den Mathis. Im Spielfilm Do Revenge von 2022 ist er in der Nebenrolle des Elliot zu sehen.

## Filmographie (Auswahl)
- 2013: Revolution (eine Episode), als Kid
- 2014: Deliverance Creek (TV-Film), als Samuel Washington
- 2018: Edge of the World, als Jay Tibbs
- 2018: Age of Summer, als Mathis
- 2018: Shatterd Memories (TV-Film), als Teedy
- seit 2020: Outer Banks (Hauptrolle), als Pope
- 2020: Baselines (Nachproduktion), als Lavar
- 2022: Do Revenge, als Elliot